# 絕命樂透彩
《絕命樂透彩》（法語：Heureux gagnants）是一部由麥克希姆·古凡（Maxime Govare）和羅曼·蔡（Romain Choay）执导的法国多段式電影，于2024年上映。
在赢得数百上千万欧元的彩票大奖后，几名幸运的中奖者却发现自己的生活逐渐变成了一场噩梦。

## 剧情
这部电影由四个独立故事组成，共分为五个片段，探讨了中奖者从得知中奖到面对后果或被利用的不同人生阶段。
第一个故事：保罗（法比斯·埃布埃 Fabrice Eboué）和妻子（奧黛莉·拉米 Audrey Lamy）带着两个孩子去奶奶家度假。在翻找手套箱时，他们发现保罗两个月前中了500万欧元的彩票。然而，他必须在当天下午7点前到马赛的彩票机构登记领取奖金，否则奖金额将在第60天重新投入彩票池。而此时距离截止时间仅剩一个小时，于是展开了一场疯狂的争分夺秒的旅程。
第二个故事：年轻女性朱莉（Pauline Clément）刚刚领取了1000万欧元奖金。然而，她在街上被一名骑自行车的人撞倒，随后被一个英俊的年轻男子救助。在对方的呵护下，朱莉渐渐被吸引并与他发生关系。朱莉的室友提醒她，这可能是一次为了钱而精心策划的骗局，尤其是朱莉已经单身两年，而她“刚成为百万富翁10分钟就遇到了爱情”。本段探讨了男子的真实意图，以及朱莉试图弄清真相的努力。
第三个故事：一名恐怖分子正在筹备袭击。他前往商店购买SIM卡时，因担心店主的怀疑目光，顺手买了香烟、色情杂志和一张彩票以掩人耳目。回到据点后，他和同伙准备实施大规模屠杀，却意外发现自己中了彩票。随后，一场关于中奖意义的讨论展开。
第四个故事：亨利是一位年迈的老人，住在养老院，生命已近尾声。他透过电视得知自己的号码中奖了。最终确认赢得6000万欧元时，他因过度激动心脏病发作而去世。两名赶到现场的护工发现了这一情况，其中一人与护士、另一名护工以及目睹这一切的医生商议分赃。然而，另一名护工拒绝参与，主张将奖金交给死者家属。五人之间展开了一场紧张的讨论，而这必须在被管理层发现前结束。
最后的片段：镜头回到了第一个故事中，保罗面临死亡威胁，而他和妻子必须就370万欧元作出决定。

## 荣誉
- 2024年阿尔普迪埃兹國際喜劇電影節：奥弗涅-罗讷-阿尔卑斯大区獎[1]。